# 228-я штурмовая авиационная дивизия
228-я штурмовая авиационная дивизия (228-я шад) или Черниговско-Речицкая штурмовая авиационная дивизия — соединение Военно-Воздушных сил (ВВС) Вооружённых Сил РККА штурмовой авиации, принимавшее участие в боевых действиях Великой Отечественной войны.

## Наименования дивизии
- 228-я штурмовая авиационная дивизия[2];
- 2-я гвардейская штурмовая авиационная дивизия[2];
- 2-я гвардейская штурмовая авиационная Черниговская дивизия[2];
- 2-я гвардейская штурмовая авиационная Черниговско-Речицкая дивизия;
- 2-я гвардейская штурмовая авиационная Черниговско-Речицкая Краснознамённая дивизия;
- 2-я гвардейская штурмовая авиационная Черниговско-Речицкая Краснознамённая ордена Суворова дивизия;
- 2-я гвардейская штурмовая авиационная Черниговско-Речицкая ордена Ленина Краснознамённая ордена Суворова дивизия;
- 114-я гвардейская штурмовая авиационная Черниговско-Речицкая ордена Ленина Краснознамённая ордена Суворова дивизия[2];
- 114-я гвардейская истребительная авиационная Черниговско-Речицкая ордена Ленина Краснознамённая ордена Суворова дивизия ПВО[2];
- Войсковая часть (Полевая почта) 420534[2].

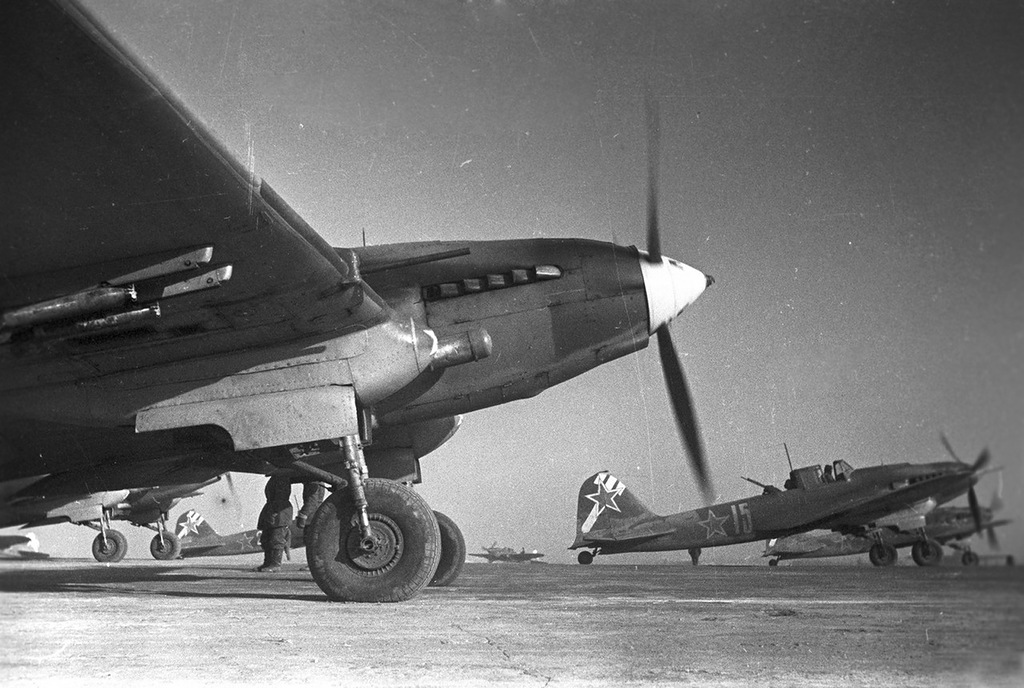
Советские самолёты-штурмовики Ил-2 вылетают на боевое задание под Сталинградом. Январь 1943 г.

## История и боевой путь дивизии
228-я штурмовая авиационная дивизия сформирована 25 мая 1942 года Приказом НКО № 0090 от 18 мая 1942 года на базе авиационной группы Юго-Западного фронта в составе ВВС Юго-Западного Фронта в городе Валуйки. Дивизия входила в состав 8-й воздушной армии Юго-Западного фронта и 16-й воздушной армии Донского и Центрального фронтов.

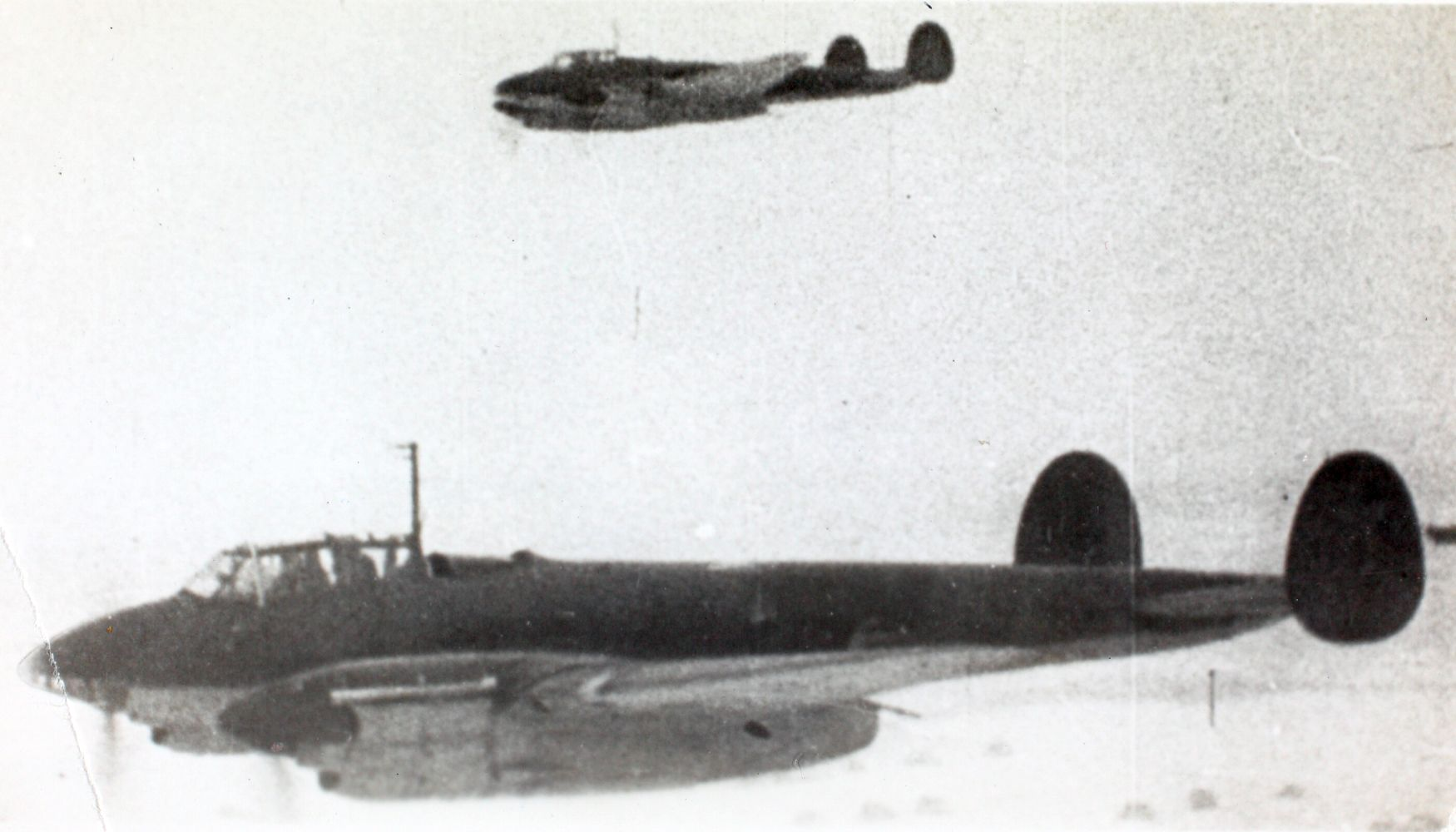
Самолет Пе-2 стоял на вооружении 94-го бомбардировочного авиаполка. Использовался дивизией для воздушной разведки.

С 29 мая 1942 года недоукомплектованная самолётами Ил-2 и личным составом дивизия приступила к выполнению боевых задач на Юго-Западном фронте с аэродрома Н. Дуванка в составе:
- 505-й штурмовой авиационный полк прибыл в состав дивизии 29 мая из тыла после формирования;
- 429-й истребительный авиационный полк из состава 220-й иад, не имеющий связи со своей дивизией;
- 792-й штурмовой авиационный полк, в оперативном подчинении, доукомплектованный за счет 791-го иап;
- 94-й бомбардировочный авиационный полк (аэродром Лантратовка) ;
- 211-й штурмовой авиационный полк, пополненный за счет 66-го и 820-го штурмовых авиаполков на аэродроме Сватово и убывших на переформирвоание в тыл.

9 июня 1942 года 228-я штурмовая авиационная дивизия вошла в состав 8-й воздушной армии Юго-Западного фронта. В последующем организационный состав дивизии менялся много раз по случаю прикрепления и изъятия распоряжением Командующего Юго-Западным фронтом полков: 243-го, 285-го, 431-го, 92-го полков и окончательно определился 12 июня 1942 года приказом Командующего Юго-Западным фронтом № 002527 от 11.06.1942 г. в составе:
- 211-й штурмовой авиационный полк;
- 285-й штурмовой авиационный полк;
- 431-й штурмовой авиационный полк.

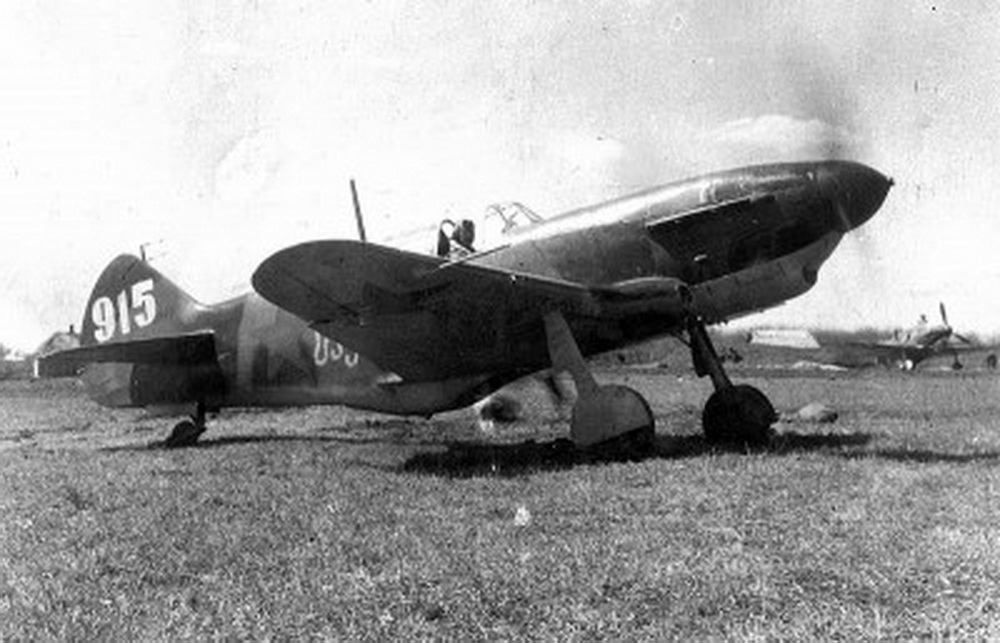
Самолет ЛаГГ-3 стоял на вооружении истребительных авиаполков дивизии и использовался для прикрытия штурмовиков и разведчиков от действий истребителей противника.

На 1 июня 1942 года дивизия имела в боевом составе 17 самолётов Пе-2 (10 неисправных), 20 самолётов Ил-2 (11 неисправных), 16 самолётов ЛаГГ-3 (2 неисправных). К 5 июня количество Ил-2 увеличилось до 30 самолётов (24 неисправных). К 25 июня в дивизии осталось 23 Ил-2 (8 неисправных). За июнь 1942 года дивизия выполнила 603 боевых вылета, уничтожив 20 самолётов противника в воздухе и 33 на земле, 135 танков, 13 точек зенитной артиллерии, 526 автомашин, 25 повозок, 29 складов, 1 эшелон, 3 переправы, 1990 солдат и офицеров противника.
В период с 5 по 14 июля 1942 года дивизия выводилась для переформирования на тыловой армейский аэродром Бобров. 15 июля 1942 года дивизия передана в распоряжение отдельной авиагруппы генерала С. И. Руденко, располагавшейся севернее большой излучины Дона. В ходе Сталинградской битвы дивизия наносила удары по подходившим колоннам противника, уничтожала его авиацию на земле и в воздухе, вела разведку выдвигающихся танковых группировок. В августе 1942 года дивизия, имея в боевом составе:
- 431-й штурмовой авиационный полк;
- 622-й штурмовой авиационный полк;
- 688-й штурмовой авиационный полк;
- 808-й штурмовой авиационный полк,

с 22 % укомплектованными самолётами и 65 % летным составом до 21 августа ведет боевые действия по уничтожению Верхне-Бузиновской группировки противника, содействуя войскам фронта в удержании занимаемых ими рубежей. В тяжелые дни оборонительной операции под Сталинградом дивизия несла огромные потери. Многие экипажи не возвращались с заданий. В середине августа 1942 года два полка дивизии: 431-й штурмовой авиационный полк и 808-й штурмовой авиационный полк остались без самолётов. В ходе контрнаступления под Сталинградом, несмотря на сложные метеорологические условия, дивизия, взаимодействуя с войсками 24-й, 65-й и 66-й армий способствовала в прорыве обороны противника в районе станицы Клетская, обеспечивала оперативное окружение войск противника под Сталинградом. После окружения войск противника летчики днем и ночью наносили бомбардировочно-штурмовые удары по немецким войскам и по аэродромам, посадочным площадкам в кольце окружения, уничтожая транспортную и боевую авиацию.
С 21 августа 431-й, 808-й и 622-й штурмовые авиационные полки убывают на укомплектование, на их место приходят 783-й, 618-й и 694-й штурмовые авиационные полки. Дивизия наносит удары в движении и на месте мотомеханизированным частям противника в районах Трехостровская и Нижний Герасимов, разрушая переправы через реку Дон на участке Нижний Герасимов — Лученский. Боевые действия велись группами по 6 — 8 самолётов, прикрытие осуществляла 220-я истребительная авиационная дивизия 5 — 10 самолётами.
За период с 1 августа по 2 сентября 1942 года дивизия выполнила 843 боевых вылета, уничтожив 150 танков, 650 автомашин, 9 бензоцистерн, 20 полевых орудий, 10 переправ, до 1000 солдат и офицеров противника.
За показанные образцы мужества и героизма 228-я штурмовая авиационная дивизия Приказом НКО № 128 от 18 марта 1943 года переименована во 2-ю гвардейскую штурмовую авиационную дивизию.
За боевые отличия в сражениях при форсировании реки Десна и за освобождение города Чернигов 21 сентября 1943 года дивизии было присвоено наименование Черниговской. Через некоторое время, за боевые действия при освобождении города Речица 18 ноября 1943 года дивизия получила наименование Речицкой.
В составе действующей армии 228-я штурмовая авиационная дивизия находилась с 25 мая 1942 года по 18 марта 1943 года.

## Командир дивизии
| Звание    | Имя                         | Период                  | Примечание |
| --------- | --------------------------- | ----------------------- | ---------- |
| Полковник | Степичев Василий Васильевич | 25.05.1942 — 14.10.1942 |            |
| Полковник | Комаров Георгий Осипович    | 15.10.1942 — 18.03.1943 |            |

## В составе объединений
| Дата          | Фронт (округ)        | Армия                | Примечания |
| ------------- | -------------------- | -------------------- | ---------- |
| 25.05.1942 г. | Юго-Западный фронт   | ВВС фронта           | -          |
| 13.06.1942 г. | Юго-Западный фронт   | 8-я воздушная армия  | -          |
| 12.07.1942 г. | Сталинградский фронт | 8-я воздушная армия  | -          |
| 02.09.1942 г. | Сталинградский фронт | 16-я воздушная армия | -          |
| 30.09.1942 г. | Донской фронт        | 16-я воздушная армия | -          |
| 15.02.1943 г. | Центральный фронт    | 16-я воздушная армия | -          |
| 18.03.1943 г. | Центральный фронт    | 16-я воздушная армия | -          |

## Части и отдельные подразделения дивизии
За весь период своего существования боевой состав дивизии претерпевал изменения:
| Период                  | Наименование                                | Вооружение                                       |
| ----------------------- | ------------------------------------------- | ------------------------------------------------ |
| 25.05.1942 — 06.07.1942 | 285-й штурмовой авиационный полк            | Ил-2, убыл на доукомплектование                  |
| 29.05.1942 — 12.06.1942 | 94-й бомбардировочный авиационный полк      | СБ, убыл в 270-ю бад                             |
| 29.05.1942 — 15.07.1942 | 211-й штурмовой авиационный полк            | Ил-2, убыл на доукомплектование в 3-ю рабр       |
| 29.05.1942 — 18.06.1942 | 505-й штурмовой авиационный полк            | Ил-2, убыл в состав 226-й шад                    |
| 30.05.1942 — 26.06.1942 | 792-й истребительный авиационный полк       | ЛаГГ-3, расформирован                            |
| 11.06.1942 — 22.08.1942 | 431-й штурмовой авиационный полк            | Ил-2, убыл на доукомплектование                  |
| 11.06.1942 — 22.08.1942 | 622-й штурмовой авиационный полк            | Ил-2, убыл на доукомплектование                  |
| 11.06.1942 — 08.02.1942 | 688-й штурмовой авиационный полк            | Ил-2, переименован в 59-й гв. шап                |
| 11.06.1942 — 22.08.1942 | 808-й штурмовой авиационный полк            | Ил-2, убыл на доукомплектование                  |
| 24.07.1942 — 31.07.1942 | 820-й штурмовой авиационный полк            | Ил-2, убыл на доукомплектование                  |
| 19.07.1942 — 29.07.1942 | 31-й истребительный авиационный полк        | ЛаГГ-3, выведен на доукомплектование во 2-й зиап |
| 20.08.1942 — 03.09.1942 | 618-й штурмовой авиационный полк            | Ил-2, убыл на доукомплектование                  |
| 20.08.1942 — 22.11.1942 | 783-й штурмовой авиационный полк            | Ил-2, расформирован                              |
| 26.08.1942 — 27.11.1942 | 694-й штурмовой авиационный полк            | Ил-2, убыл на доукомплектование                  |
| 11.09.1942 — 08.02.1943 | 285-й штурмовой авиационный полк            | Ил-2, переименован в 58-й гв. шап                |
| 10.12.1942 — 18.03.1943 | 243-й штурмовой авиационный полк            | Ил-2, переименован в 78-й гв. шап                |
| 10.12.1942 — 18.03.1943 | 245-й штурмовой авиационный полк            | Ил-2                                             |
| 10.12.1942 — 18.03.1943 | 313-й штурмовой авиационный полк            | Ил-2, переименован в 79-й гв. шап                |
| 10.12.1942              | 954-й штурмовой авиационный полк            | Ил-2, расформирован в дивизии                    |
| 08.02.1943 — 18.03.1943 | 58-й гвардейский штурмовой авиационный полк | Ил-2                                             |
| 08.02.1943 — 18.02.1943 | 59-й гвардейский штурмовой авиационный полк | Ил-2                                             |

## Участие в операциях и битвах
- Харьковская операция — с 25 мая 1942 года по 29 мая 1942 года.
- Воронежско-Ворошиловградская операция — с 28 июня 1942 года по 5 июля 1942 года.
- Сталинградская битва:
  - Отражение летней наступательной операции «Блау» — с 8 июня по 24 ноября 1942.
  - Сталинградская оборонительная операция — с 17 ноября 1942 года по 18 ноября 1942 года.
  - Операция «Уран» — с 19 ноября 1942 года по 2 февраля 1943 года.
  - Операция «Кольцо» (1943) — с 10 января 1943 года по 2 февраля 1943 года.

## Присвоение гвардейских званий
За показанные образцы мужества и героизм:
- 228-я штурмовая авиационная дивизия переименована 18 марта 1943 года во 2-ю гвардейскую штурмовую авиационную дивизию.
- 285-й штурмовой авиационный полк Приказом НКО № 63 от 8 февраля 1943 года переименован в 58-й гвардейский штурмовой авиационный полк.
- 688-й штурмовой авиационный полк Приказом НКО № 63 от 8 февраля 1943 года переименован в 59-й гвардейский штурмовой авиационный полк.
- 243-й штурмовой авиационный полк Приказом НКО 18 марта 1943 года переименован в 78-й гвардейский штурмовой авиационный полк.
- 313-й штурмовой авиационный полк Приказом НКО 18 марта 1943 года переименован в 79-й гвардейский штурмовой авиационный полк.

## Отличившиеся воины дивизии
- Бибишев Иван Фролович, лейтенант, заместитель командира эскадрильи 285-го штурмового авиационного полка 228-й штурмовой авиационной дивизии 16-й воздушной армии Указом Президиума Верховного Совета СССР от 24 августа 1943 года удостоен звания Герой Советского Союза. Посмертно.
- Голубев Виктор Максимович, старший лейтенант командир звена 285-го штурмового авиационного полка 228-й штурмовой авиационной дивизии 8-й воздушной армии Указом Президиума Верховного Совета СССР от 12 августа 1942 года удостоен звания Герой Советского Союза. Золотая Звезда № 693.
- Землянский Владимир Васильевич, майор, командир 622-го штурмового авиационного полка 228-й штурмовой авиационной дивизии 8-й воздушной армии Указом Президиума Верховного Совета СССР от 5 ноября 1942 года удостоен звания Герой Советского Союза. Посмертно.
- Игнашкин Гавриил Иванович, лейтенант, командир эскадрильи 431-го штурмового авиационного полка 228-й штурмовой авиационной дивизии 8-й воздушной армии Указом Президиума Верховного Совета СССР от 5 ноября 1942 года за образцовое выполнение боевых заданий командования на фронте борьбы с немецкими захватчиками и проявленные при этом отвагу и геройство удостоен звания Герой Советского Союза. Золотая Звезда № 746.